# ROM

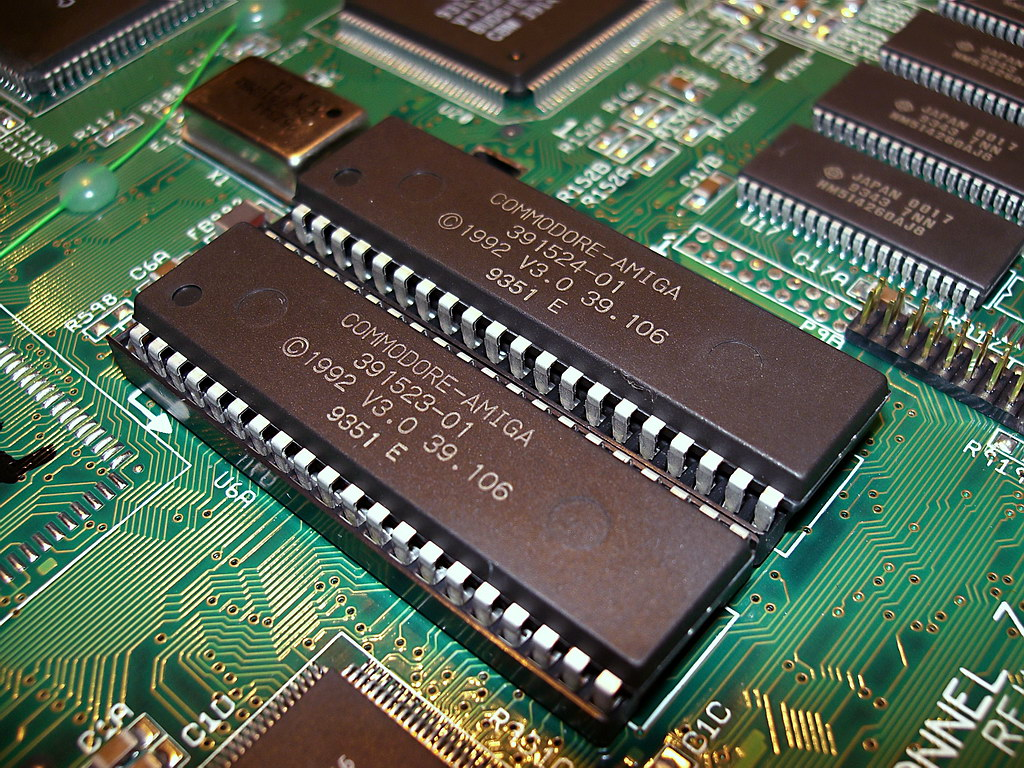
Amiga 1200 Kickstart 3.0 ROM

ROM (z anglického Read-Only Memory) je v informatice typ elektronické paměti, jejíž obsah je dán při výrobě, není závislý na napájení (je tzv. nevolatilní). Používá se pro uložení firmware v elektronických přístrojích, dříve také ve starších počítačích (ROM pro Sinclair ZX Spectrum), kde zajišťuje jejich běžnou činnost. V minulosti byly paměti typu ROM v počítačích používány pro uložení BIOSu (slouží pro zavedení operačního systému), firmware v mechanice, disku, grafické kartě a dalších.
Dnes už se u PC setkáme s typem ROM velmi ojediněle z důvodu nemožnosti aktualizace firmware a BIOSu pro opravu chyb a případně přidání nových vlastností.

## Charakteristika
Informační obsah ROM je do paměti uložen při výrobním procesu, takže jejich výroba se vyplatí pouze ve velkých sériích. Zákazník si musí nechat na zakázku vyrobit příslušnou masku používanou při jejich výrobě. Pokud je v paměti chyba, je nutné celou paměť vyměnit.
I když se v průběhu času rychlost ROM pamětí měnila, byla obvykle nižší, než paměti typu RAM. Proto byl obsah paměti ROM kopírován při startu počítače do paměti RAM (tzv. shadow RAM). Tato vlastnost se dala u počítačů IBM PC nastavit v BIOSu. Rychlost zápisu byla vždy výrazně nižší, přičemž tento stav trvá dodnes (včetně pamětí flash).
Specifickým typem ROM paměti jsou lisované kompaktní disky (CD) a DVD (i když existují i jejich přepisovatelné varianty).

### Nástupci ROM
Problém nutnosti určení obsahu již ve výrobě byl odstraněn v roce 1956 nástupem pamětí PROM, které bylo možné pomocí speciálního přístroje naprogramovat až u zákazníka (typicky průrazem pomocí vyššího napětí, než bylo pro normální použití). Dalším krokem byl nástup pamětí EPROM v roce 1971 s možností návratu ke stavu před programováním (a tedy možností přepisu obsahu). EEPROM v roce 1983 přinesly možnost programování přímo v příslušném přístroji (bez nutnosti paměť vyjímat a vkládat do programátoru). Flash paměť, která se rozšířila na počátku 90. let 20. století, umožňuje blokový přepis. V současné době mnohdy koexistují paměti EEPROM a flash v jednom zařízení, typicky jednočipových počítačích, kde paměť EEPROM slouží jako paměť programu a paměť flash jako paměť pro data. EEPROM poskytuje řádově vyšší počet přepisů, než paměť flash, ale je dražší.

## Rychlost
Přestože relativní rychlost pamětí typu RAM a ROM se v průběhu času měnila, od roku 2007 mohou být čipy pamětí RAM schopny číst několikanásobně rychleji než většina pamětí typu ROM. Z tohoto důvodu (a k umožnění jednotného přístupu) je obsah paměti ROM někdy kopírován do paměti RAM, nebo je stínován před jejím použitím a následně přečten z paměti RAM.

### Zápis
U elektricky modifikovaných pamětí ROM je zapisovací rychlost obvykle mnohem pomalejší než rychlost čtecí a obvykle může vyžadovat také větší napětí, změny zapojení jumperu, který umožňuje zápis, a příkazové kódy lock/unlock. Moderní technologie NAND Flash dosahuje rychlosti zápisu až 10 GB/s, což umožňuje zvýšené investice jak u spotřebitelský a podnikových SSD, tak také u produktů s pamětí flash v mobilních zařízeních vyšší třídy.
Na technické úrovni je nárůst dosažen tím, že se zvyšuje paralelnost - jak v konstrukci regulátoru, tak v úložišti. Využití je u velkých pamětí pro čtení a zápis DRAM, kde se zavádí paměťové buňky, které jsou schopny ukládat více než jeden bit (DLC, TLC a MLC).
Druhý přístup je více náchylný k selhání, které bylo do značné míry zmírněno nadměrným předimenzováním (zahrnutím volné kapacity do produktu, která je viditelná pouze pro kontrolér jednotky) a stále více sofistikovanými algoritmy pro čtení a zápis ve firmwaru zařízení.